# American Industrial Commission
L'American Industrial Commission était une commission du gouvernement fédéral des États-Unis qui a existé de 1898 à 1902. Il a été créé par le président William McKinley pour enquêter sur la politique des prix des chemins de fer, la concentration industrielle, l'impact de l'immigration sur les marchés du travail et de faire des recommandations au président et au Congrès. McKinley et les commissaires ont lancé le droit à la concurrence. Après l'assassinat de McKinley en 1901, le président Theodore Roosevelt a tenu compte de l'avis des commissaires et a régulé les grands trusts.